# آتشفشان کولا
آتشفشان کولا (به ترکی استانبولی: Kula) یک کوه در ترکیه است که در Manisa Province, Turkey واقع شده‌است. آتشفشان کولا ۷۵۰ متر بالاتر از سطح دریا واقع شده‌است.